# Deauville
Deauville [do.vil] ist eine französische Gemeinde mit 3563 Einwohnern (Stand 1. Januar 2022) im Département Calvados in der Region Normandie. Es ist ein bekanntes Seebad mit einem bedeutenden Yachthafen. Dieser, die Pferderennbahn, die prächtigen Villen und Hotels, das Casino sowie der breite Sandstrand und seine Promenade tragen dazu bei, dass Deauville als einer der elegantesten normannischen Badeorte angesehen wird.
Bedeutendes Bauwerk ist die Kirche St. Laurent mit mittelalterlichem Hagioskop, einer sogenannten Lepraspalte.
Deauville war beliebtes Motiv der Impressionisten. Eine Gruppe von Vorimpressionisten traf sich regelmäßig im nahen Honfleur. Eine ihrer Leitfiguren, Eugène Boudin, starb 1898 in Deauville.

## Geografie

### Geografische Lage
Deauville liegt im Zentrum der Normandie, in jeweils gleicher Entfernung zwischen den drei regionalen Metropolen Caen, Rouen und Le Havre. Das Seebad befindet sich am linken Ufer der Mündung der Touques in den Ärmelkanal, gegenüber von Trouville-sur-Mer. Die Küste um Deauville und Cabourg trägt den Namen Côte Fleurie (Blumenküste) und öffnet sich zu Pays d’Auge. Das ursprüngliche Siedlungszentrum liegt auf dem Mont-Canisy, einem Hang über dem Meer.

### Geologie
Das flache Flussufer war früher sehr morastig. Im Winter der Jahre 1874/1875 wurde diese Uferzone durch ein großes Unwetter komplett verändert und um rund 400 Meter erweitert. Das auf diese Weise entstandene und nun trockenliegende Land wird heute in erster Linie von Freizeiteinrichtungen genutzt, die sich dort inmitten einer natürlichen Grünumgebung ansiedelten.

### Nachbargemeinden
Deauville liegt zwischen Trouville-sur-Mer auf der anderen Seite des Touques, Saint Arnoult im Landesinneren und Blonville-sur-Mer westlich.

## Bevölkerung
Deauville hat knapp über 4500 Einwohner, die sich auf einer Fläche von 357 Hektar verteilen. Durch den Tourismus wächst die Population an den Wochenenden und in den Schulferien auf bis zu das Zehnfache.

## Geschichte

Eugène Boudin: Badezeit in Deauville

Dosville war ein kleines Bauerndorf. Auf einem Hügel rund um die Kirche Saint-Laurent lebten die knapp hundert Einwohner vornehmlich von Landwirtschaft und Viehzucht. In den Sümpfen und Dünen am Fuße des Mont-Canisy, auf denen später das Seebad errichtet wurde, weideten Rinder und Schafe.
Im Jahr 1859 verkaufte der Bürgermeister Jean Louis Auguste Brunet die Sümpfe an den Herzog Charles de Morny, ein Halbbruder Napoléons III., der damit begann, auf dieser Ebene aus Sand und Sumpf „ein Königreich der Eleganz“ in der Nähe von Paris zu errichten. Morny erschuf in vier Jahren eine neue Stadt, ab 1860 Deauville genannt, die bald durch ihre Villen im neonormannischen Stil, durch die Pferderennbahn und die Eisenbahnanbindung an Paris aristokratische Gäste aus Frankreich und der ganzen Welt anzog. Der nachhaltige Aufschwung der Seebäder an der Côte Fleurie wurde in den 1860ern eingeleitet, als Napoléon III. sich des Öfteren hier aufhielt.
1911 wurde das Casino errichtet und mit dem Bau von Luxushotels die Entwicklung von Deauville weiter vorangetrieben. In den Folgejahren waren namhafte Künstler, Politiker und Geschäftsleute als regelmäßige Besucher der Stadt auszumachen: Josephine Baker, Maurice Chevalier, Sacha Guitry, Tristan Bernerd, Gustave Flaubert, André Citroën und Coco Chanel, Eugène Boudin, Raoul Dufy, Camille Saint-Saëns, Yves Saint Laurent bis hin zu Arthur Rubinstein, sie alle gingen die 643 Meter lange Promenade von Deauville auf und ab.
In den 1960er Jahren öffnete sich Deauville dem Ferientourismus. Angetrieben von Michel d’Ornano, dem Bürgermeister, und Lucien Barrière, Besitzer des Casinos und der Luxushotels, wurde Deauville zu einem internationalen Urlaubsziel ausgebaut. Das Seebad kombinierte damals sein Image als eleganter Ort mit dem Status einer modernen, gut ausgerüsteten Stadt, die sich auch neuen Technologien und dem Business-Reiseverkehr zuwendet.
Am 26. und 27. Mai 2011 fand in Deauville unter französischer Präsidentschaft der 36. G8-Gipfel statt.

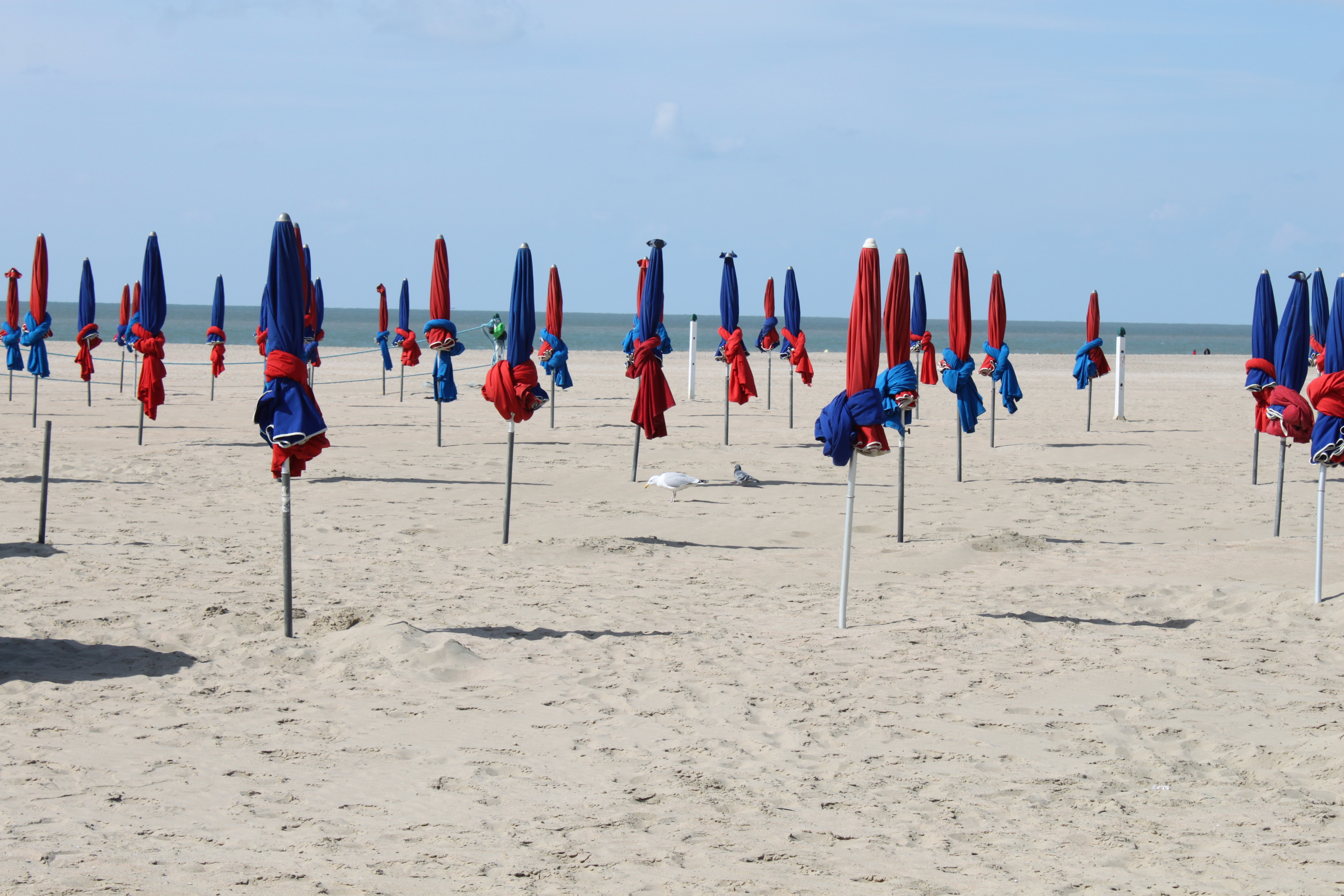
Der Strand von Deauville

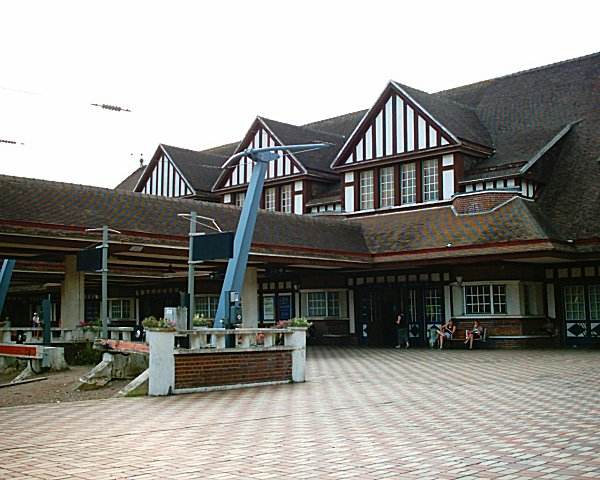
Bahnhof von Trouville-Deauville

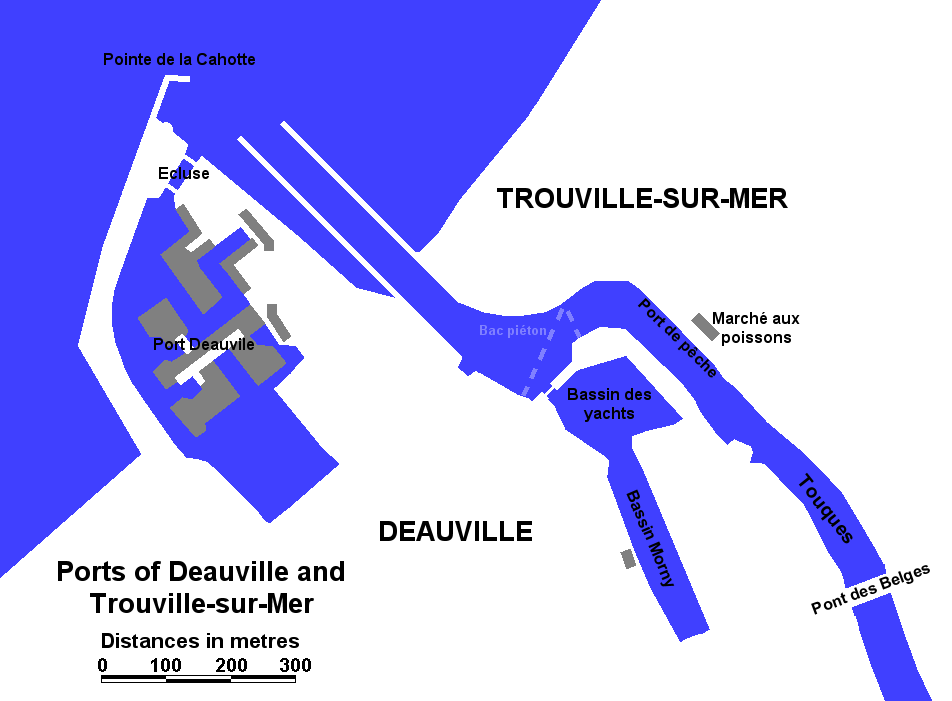
Lage der Häfen

### Bevölkerungsentwicklung
| Jahr                       | 1962 | 1968 | 1975 | 1982 | 1990 | 1999 | 2006 | 2016 |
| Einwohner                  | 5051 | 5232 | 5664 | 4682 | 4261 | 4364 | 3973 | 3678 |
| Quellen: Cassini und INSEE |      |      |      |      |      |      |      |      |

## Wirtschaft und Infrastruktur
90 % der Wirtschaft von Deauville profitiert vom Tourismus. Das Kur- und Seebad Deauville bietet eine umfassende Fremdenverkehrs- und Freizeitinfrastruktur. Dazu zählen rund 2000 Zimmer in einem Umkreis von zwei Kilometern. Geboten werden Ferienwohnungen mit Hotelservice, Zimmer in alten Villen, Sterne-Luxushotels und Niederlassungen großer Hotelketten. Auf den Speisekarten der 40 Restaurants der Stadt stehen neben traditionellen Gerichten der normannischen Küche und Meeresspezialitäten auch internationale Spezialitäten.

### Verkehr

#### Bahnhof
Der Bahnhof von Trouville-Deauville ist ein Kopfbahnhof. Das heutige Empfangsgebäude stammt von dem Architekten Jean Phillipot und wurde 1931 in Betrieb genommen. Es ersetzte eine Anlage, die 1863 durch den Herzog von Morny errichtet wurde, jedoch in den 1920er und 1930er Jahren nicht mehr den Anforderungen entsprach. Das neue Empfangsgebäude umschließt Gleise und Bahnsteige von drei Seiten.
Deauville ist über Lisieux mit Paris (Bahnhof Saint-Lazare) verbunden. Eine Nebenbahn führt entlang der Küste weiter nach Dives-Cabourg.

#### Häfen
Deauville hat zwei Häfen mit insgesamt rund 1250 Liegeplätzen.
Zwischen 1860 und 1866 wurde das „Gezeitenbassin“ erbaut. Zwischen dem Ende des 19. Jahrhunderts und dem Beginn des Ersten Weltkrieges entwickelte sich der Hafen sowohl zum Wirtschaftshafen als auch zum Hafen für Freizeitboote und -yachten weiter. Schließlich erforderte das ansteigende Aufkommen an Booten und Schiffen die Entwicklung und den Neubau weiterer Hafenanlagen. Hierzu wurde der äußere Hafen der Stadt geschlossen und im Jahre 1930 deutlich vergrößert wiedereröffnet.

#### Flughafen
Der Flughafen Deauville mit 2550 Metern Piste ist für den Verkehr fast aller Flugzeuge auf Linien- oder Charterflügen eingerichtet.

#### Autobahn
Deauville ist über die Autobahnen A132 und A13 mit Paris und der Regionalhauptstadt Caen verbunden. Die Fahrzeit nach Paris beträgt etwa 2 Stunden.

### Freizeit
Neben dem Casino und den Pferderennbahnen bietet Deauville vier Golfplätze in einem Umkreis von 10 km, ein Reiterzentrum, Wassersportzentrum, Tennisplätze, Segelschule, Kinder- und Jugendclubs, Freizeitpark. Zahlreiche Boutiquen mit den wichtigsten Aushängeschildern großer Marken (Hermès, Vuitton…) sowie eine kleine Filiale des Pariser Luxuskaufhauses Printemps laden zum Einkaufen. Der lange Sandstrand, gesäumt von der berühmten Promenade Les Planches lockt mit einem Angebot an bunten Sonnenschirmen und Liegestühlen.

#### Casino

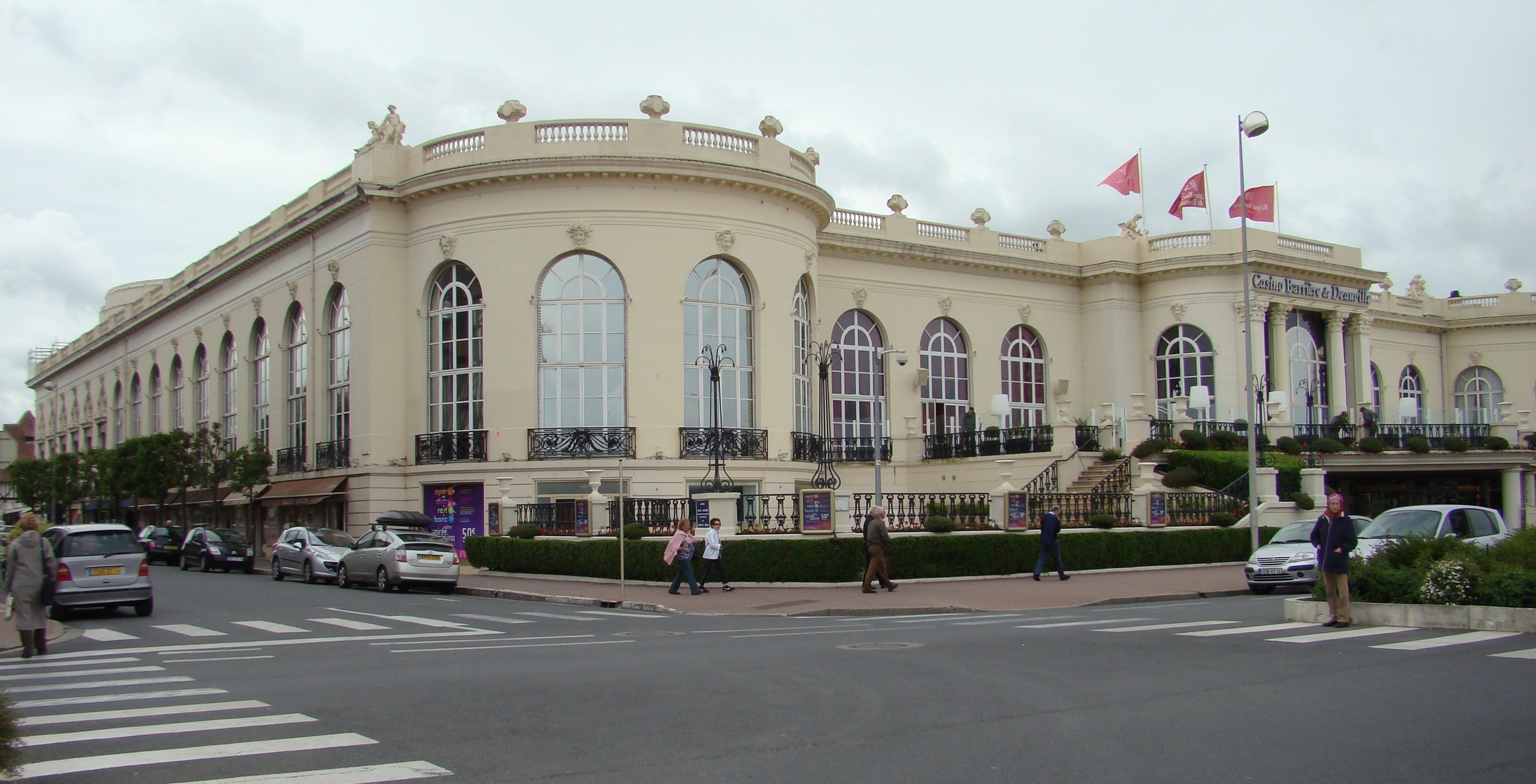
Das Casino von Deauville

Das Casino von Deauville ist das viertgrößte Frankreichs, mit 320 Glücksspielautomaten und der ganzen Palette an Tischspielen.
Das Casino öffnete 1864 seine Pforten, wurde jedoch 1895 stark zerstört. Die Ruine wurde 1912 durch einen Neubau von Georges Wybo ersetzt, welcher seine Inspiration von Bauwerken des 18. Jahrhunderts nahm, beispielsweise vom Petit Trianon, dem Opernhaus des Schlosses von Versailles, oder auch von den vielen kleinen Theatern entlang der Avenue des Champs-Élysées in Paris.
Die Casino-Architektur aus dem Zeitalter nach Ludwig XVI. (nach der französischen Revolution) wurde mehrfach verändert, um sich wechselnden Geschmäckern anzupassen. So wurde etwa die Fassade der Vorderseite (am Boulevard Cornuché) um 6 Meter nach vorn versetzt, wodurch zwei große Galerien an der Seeseite entstanden.
Das Casino von Deauville ist eines der bedeutendsten Casinos in Europa und das drittwichtigste Frankreichs. In dem Casino finden regelmäßig große Veranstaltungen, Poker- und Bridgeturniere des Europa- und Weltcups etc. statt. Des Weiteren gehören auch ein Kino und ein Nachtclub zum Casino.
Im Casino von Deauville wurde 1989 das Snookerturnier European Open 1989 ausgetragen.

#### Pferderennbahnen
Mit den zwei Pferderennbahnen Hippodrome de la Touques und Clairefontaine bietet Deauville sieben Monate im Jahr dem Pferdesport ein internationales Schaufenster. Im Juni eröffnet das Jump'in Deauville die Reitsaison, das die weltweit besten Reiter etlicher teilnehmender Nationen anzieht. Bei den zeitgleichen Auktionen der Jährlinge wechseln prämierte Pferde der ganzen Welt die Besitzer.
Jeden August kommen seit 107 Jahren die besten Polospieler der Welt, um am Coupe d’or teilzunehmen. 15 Tage im Oktober werden Pferde sowie der Reitsport im Calvados mit den Equi’days à Deauville gefeiert. Die erfolgreichsten Gestüte der Region öffnen den Besuchern die Tür, während Deauville spezielle Pferderennen und Auktionen organisiert. Jährlich zu dieser Zeit findet der traditionelle Wettkampf der schönsten alter Zeit entstammenden Pferdegespanne statt, zu dem Teams der ganzen Welt anreisen.

##### Hippodrome de la Touques
Die größere der beiden Pferderennbahnen ließ 1864 Herzog von Morny, ein Pferdenarr errichten. Sie erstreckt sich über mehr als 75 Hektar, davon 20 Hektar reine Rennbahn.
Es existieren drei Rundkurse in Form des klassischen Ovals und drei große, zentral gelegene Polofelder, auf denen während der Saison die internationale Weltspitze spielt. Das Interieur schließt auch große Zuschauertribünen ein, von denen die erste aus Holz schon beim Bau im Jahre 1864 nach dem Vorbild Fontainebleaus errichtet wurde.
Die Pferderennbahn de la Touques wurde 1864 eingeweiht. Die nach dem Vorbild von Longchamp 1950 errichtete gegenwärtige Tribüne wurde vom Architekten Lefranc entworfen. In einem 1880 erbauten Haus in normannischem Stil, dem Pavillon des balances (dt. Pavillon der Waagen), werden die Jockeys vor und nach dem Rennen gewogen. 1994 wurde das Hippodrom dank der Bereitstellung finanzieller Mittel örtlicher Verbände einer „Verjüngungskur“ unterzogen, bei der Pferderennbahn, Tribünen und Restaurant saniert wurden.
Der Veranstaltungskalender 2007 verband 47 auf 7 Monate verteilte Treffen; damit stand dieses Hippodrom an erster Stelle der französischen Pferderennbahnen.
Daten der Rennbahn:
- Fläche: 75 Hektar, davon 20 Hektar Rennbahn
- Rennbahnen: ein inneres 1900 Meter langes Oval mit einer Geraden der Länge 800 Meter; ein mittleres auf Rasen (2000 m); ein äußeres (2100 m)
- Länge der Ziellinie: 450 Meter
- Breite: 25 – 30 Meter
- Innenradius: 210 Meter
- Besucherplätze: 10.000, davon 2000 auf der Tribüne
- Parkplätze: 2000

##### Rennbahn Clairefontaine
Als einzige drei-disziplinarische Pferderennbahn der normannischen Küste empfängt die Rennbahn von Deauville-Clairefontaine die Wettbewerber im Traben, Hindernislauf und Springreiten. Wettbewerbe von großer internationaler Bedeutung sind in jedem Jahr «Das große Hindernislaufen von Deauville», «Das große Springreiten» und «Der große Preis von Clairefontaine», welche auf der Rennbahn ausgetragen werden. Die Rennbahn befindet sich zwischen den Gemeinden Bénerville und Tourgéville, rund 2 Kilometer vom Stadtzentrum entfernt.
Angesichts der stetig wachsenden Bedeutung der Pferderennen auf dem Hippodrome de la Touques zeigte sich sehr schnell die Dringlichkeit in den Pays d’Auge eine Pferderennen für Springreiten zu errichten, um die Saison zu verlängern. Die Gesellschaft für Pferderennen von Pont-l’Evêque errichtete 1875 die Pferderennbahn von Croix Brisée in Pont-l’Évêque. Doch lag diese Rennbahn zu weit hinter Deauville und im Jahre 1924 wurde der Rennbetrieb auf dieser Anlage eingestellt. Im selben Jahr kaufte die Stadt Deauville das Gebiet Clairefontaine in Tourgéville und errichtete dort Tribünen, Boxen und Zimmer für die Pfleger. Die Pferderennbahn der Gemeinde war geboren: „Das kleine Clairefontaine“. Sie wurde offiziell am 8. August 1928 vom Landwirtschaftsminister eröffnet.
Nachdem 1932 die Traber-Treffen nach Clairefontaine gingen, wurde 1936 «Das Kleine Clairefontaine» seinem Namen gerecht und zu klein. Die Gesellschaft für Pferderennen der Pays d’Auge entschied die Pferderennbahn zu vergrößern. Nach Gebietszukäufen in Tourgéville konnten zwei große Rennbahnen errichtet werden. Eine war für Pferderennen und die zweite für das Springreiten ausgelegt. Diese Rennbahnen wurden im Sommer 1937 eingeweiht.
Daten der Rennbahn:
- Fläche: 40 Hektar, davon 18 Hektar Rennbahn
- Struktur: 4 Rennbahnen; eine ebene Bahn mit 2000 Metern, eine Hindernisbahn, eine mit Hürden und eine Trabrennbahn
- Besucherkapazität: 6000 bis 7000 Plätze, davon 700 Sitzplätze auf der Haupttribüne und 350 auf der zweiten Tribüne
- Parken: 2000 Plätze

### Parks
Der niederländische Landschaftsgestalter Arend Jan van der Horst gestaltete den Garten des Hauses Le gai logis.

## Sehenswürdigkeiten

### Rathaus
Das heutige Rathaus auf der Place de la Mairie (zu deutsch: Rathausplatz) wurde im Jahre 1881 durch den Architekten Saintin unter Mitwirkung von Breney erbaut. Die Struktur des Gebäudes wurde seitdem nicht verändert, jedoch wurde das äußere Erscheinungsbild im Jahre 1961 „normandisiert“. Das heißt, dass in jenem Jahr dem Gebäude die Fachwerkoptik hinzugefügt und es äußerlich verschönert wurde.

### Place Morny
Die Place Morny ist der größte Platz der Stadt und stellt in fast jeder Hinsicht Deauvilles Mittelpunkt dar. Auch die Place Morny wurde von Breney gestaltet und soll durch seine Konfiguration und der Anordnung der von diesem Platz abgehenden Straßen an die Place de l‘Étoile in Paris erinnern.
Die Statue auf diesem Platz in Deauville zeigt den Gründer der Stadt, Auguste de Morny, dessen Originalstatue aus Bronze (mehrere Meter hoch) im Jahre 1942 durch die deutschen Besatzer eingeschmolzen wurde.

### Marktplatz und die überdachten Marktanlagen
Der Marktplatz wurde 1923 nach Plänen des Architekten Georges Madeleine mit Holzbalken und -planken überdacht und mit Holz verkleidet. Der Markt sollte so die regionale Identität des Calvados verkörpert und gleichzeitig die Fähigkeiten der lokalen Bauleute und Kunstgewerbler demonstrieren.

### Wohn- und Yachthafenkomplex Port-Deauville
Das Viertel des Yachthafens Port-Deauville entstand in den Jahren von 1973 bis 1975 nach Plänen der Architekten Labro und Orzini, die den Wintersportort Avoriaz im selben Stil erbaut hatten. Es wurde auf Wassersportaktivitäten und Wochenendurlaub zugeschnitten. Die außergewöhnliche Architektur von sehr hohem Qualitätsniveau ist wahrlich beeindruckend, besonders auch das Layout und die Anordnung der Gebäude innerhalb der zahlreichen und teils sehr verzweigten Bassins (der Hafenbecken von Port-Deauville).

### „La Breloque“ – Die Villa von Eugène Boudin

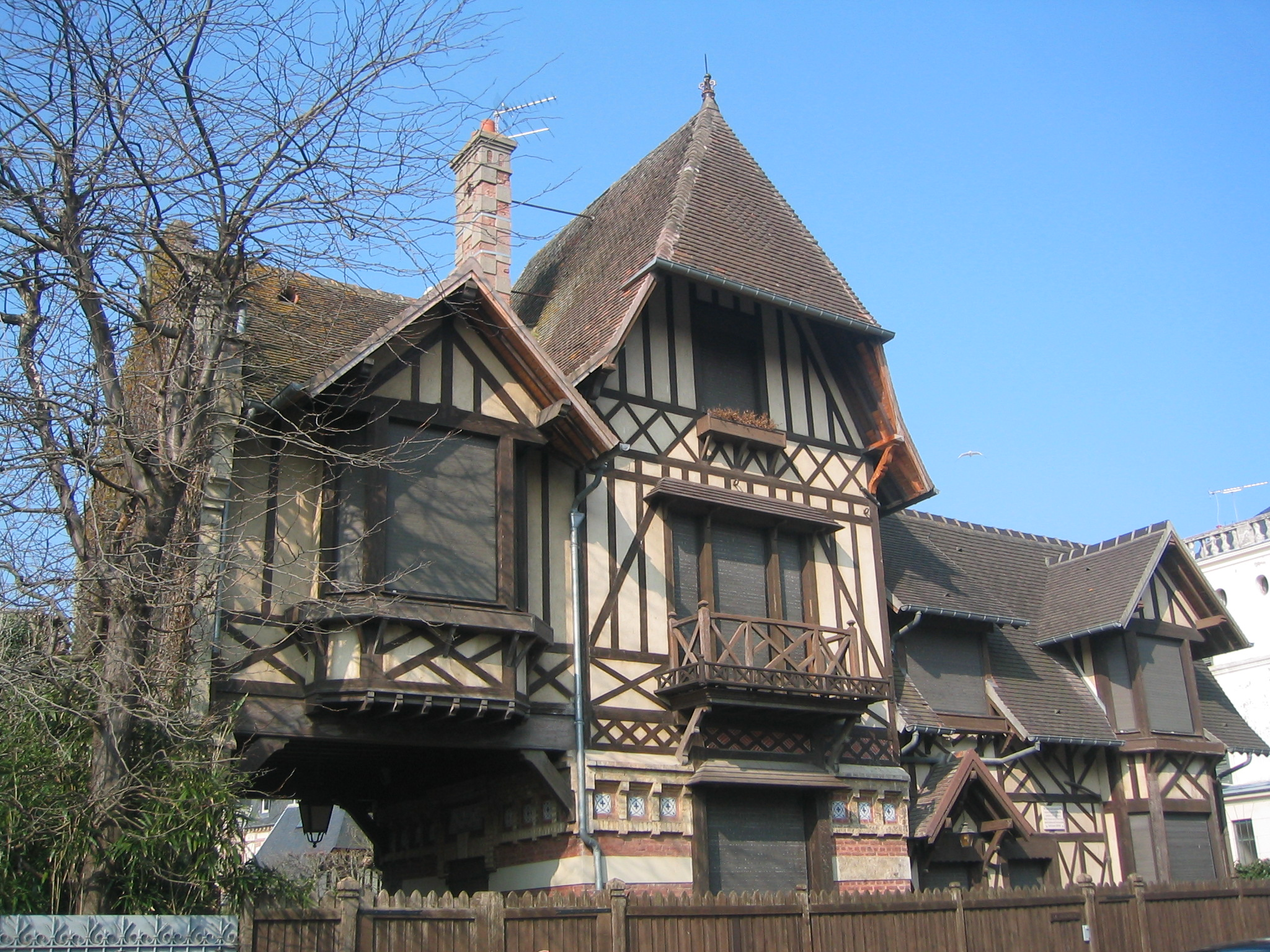
Villa „La Breloque“

Eugène Boudin (1824–1898) trug maßgeblich dazu bei, die Normandie in der ganzen Welt bekannt zu machen. Er zeichnete Himmel und Wolken in „eintausend“ Farben und Schattierungen, seine Zeichnungen und Bilder von Seen- und Küstenlandschaften haben einen unverwechselbaren Stil. Er war auch ein glühender Bewunderer der beiden Schwesterstädte Deauville und Trouville, welche er in vielen seiner Werke verewigte. 1898 verstarb der im nur 16 km entfernten Honfleur geborene Boudin in Deauville in dieser Villa, nachdem er bereits seit 1861 die Sommer in Deauville verbrachte.

### Villa „Les Abeilles“
Die Villa „Les Abeilles“ (dt. Die Bienen) wurde 1910 von Auguste Bluysen für Madame Jeanne Paquin erbaut, eine damals sehr bekannte Pariser Modeschöpferin, deren Mitarbeiter und Angestellte betriebsam wie Arbeitsbienen waren, infolgedessen wurden zuerst sie, später die Villa so genannt.
Ein spezieller Gießbeton ermöglichte den Bau eines neuartigen Villengebäudes mit weitem, sich öffnendem Profil und weichen Kanten. Das Gebäude ähnelt eher einer Villa mittelalterlichen als klassisch-normannischen Stiles. Zwischen den Weltkriegen wurde sie zeitweise vom Automobilkonstrukteur André Citroën gemietet und bewohnt.

### Villa „Camélia“
Die Villa „Camélia“, 1864–1865 von Breney für den Herzog („Marquis“) von Salamanca erbaut, ist eine der ältesten Villen in Deauville. Durch eine Mischung aus mehreren regionalen Baumaterialien (Hölzer, Ziegel und Gesteine) lässt sich die architektonische Struktur dieser Villa als auffallend extravagant und beinahe exotisch beschreiben.
Sie stellt damit ein Beispiel für eine Villa des sogenannten „Second Empires“ (Zeit zwischen 1852 und 1870) dar. Die Villa wurde komplett restauriert und in ihren Originalzustand zurückversetzt.

### Hotel „Le Normandy Barrière“

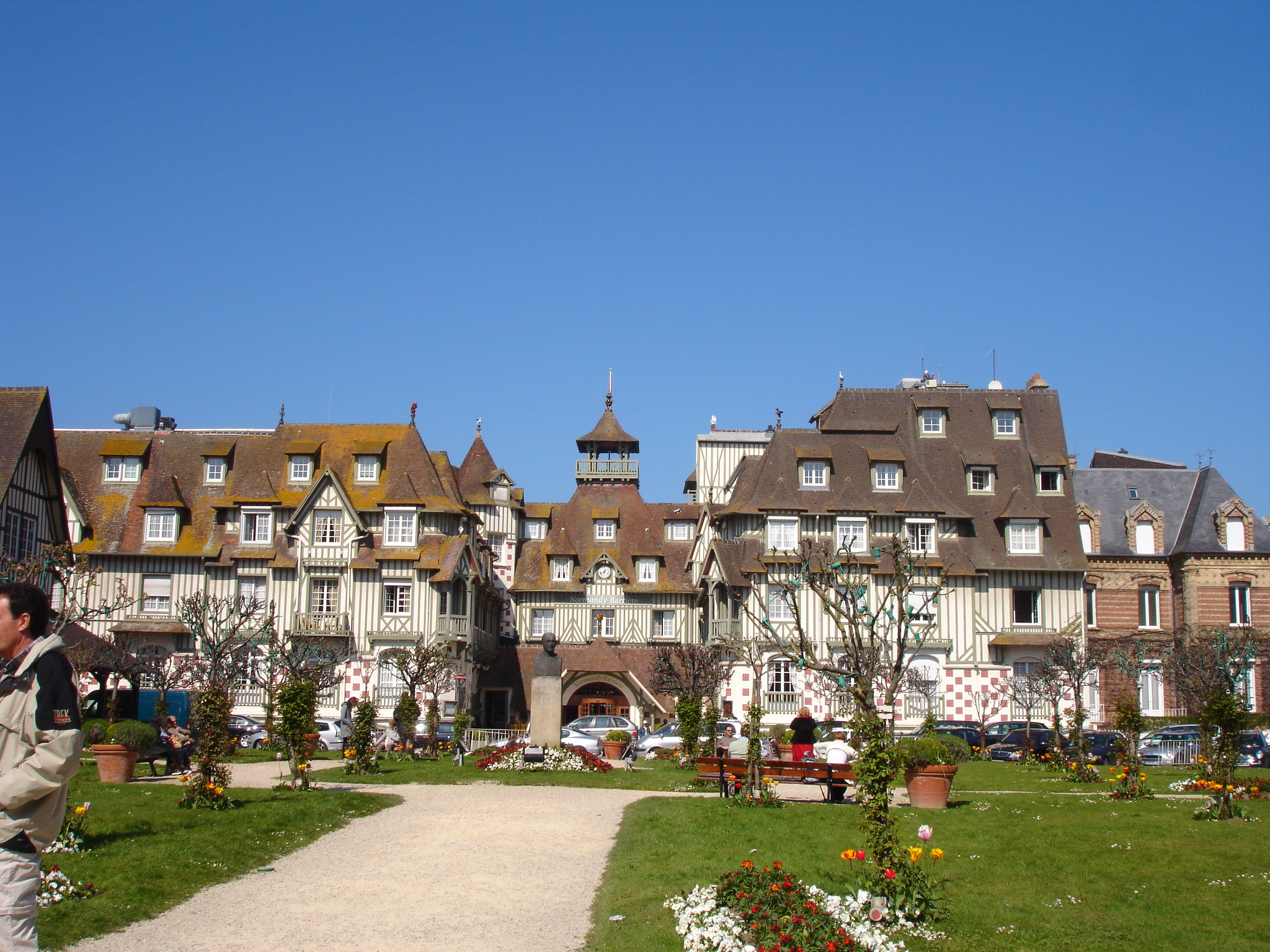
Das Hotel „Le Normandy Barrière“

Dieses 4-Sterne-Deluxe-Hotel (höchstmögliche Hotelkategorie in Frankreich) wurde im Jahre 1912 auf Anraten von Eugène Cornuché, einem bekannten französischen Geschäftsmann, nach dessen Plänen ebenfalls das Nobelrestaurant „Maxim‘s“ an der Place de la Concorde in Paris kreiert wurde, von Désiré le Hoc, der früheren Bürgermeisterin Deauvilles, und dem renommierten Architekten Théo Petit errichtet.
Das für die damalige Zeit neuartige und moderne Hotel etablierte sich sehr schnell unter den besten Luxushotels ganz Frankreichs dank seines einzigartigen Angebots an Komfort und Freizeitanlagen sowie seiner besonders stilvollen Zimmereinrichtungen und Innenraumdekorationen. Die Außenfassade der Hotelgebäude ist ausgekleidet mit sehenswerten seladonfarbenen künstlichen Zierholzvertäfelungen in blassgrün, ähnlich wie beim Chinesischen Porzellan.

### Centre International de Deauville
Das internationale Kongress-, Messe- und Tagungszentrum von Deauville wurde 1992 eröffnet. Die Hauptanlagen wurden 14 Meter unterhalb der Erdoberfläche angelegt, in erster Linie um den Seeblick von den Höhen Deauvilles und St. Arnoults nicht negativ zu beeinträchtigen.
Dies stellt eine wahrhaft großartige Leistung dar, zumal so auch die Ideen des Deauviller Architekten Patrick Le Goslès verwirklicht werden konnten (Glaskuppel fast auf Meereshöhe) und die ultramodernen technologischen Anlagen und Einrichtungen perfekt für die Umwelt unsichtbar mitinstalliert werden konnten. Durch die Eröffnung des C.I.D.s wurde Deauville auch für den Kongresstourismus und für große internationale Seminar- und Tagungsveranstaltungen attraktiv.

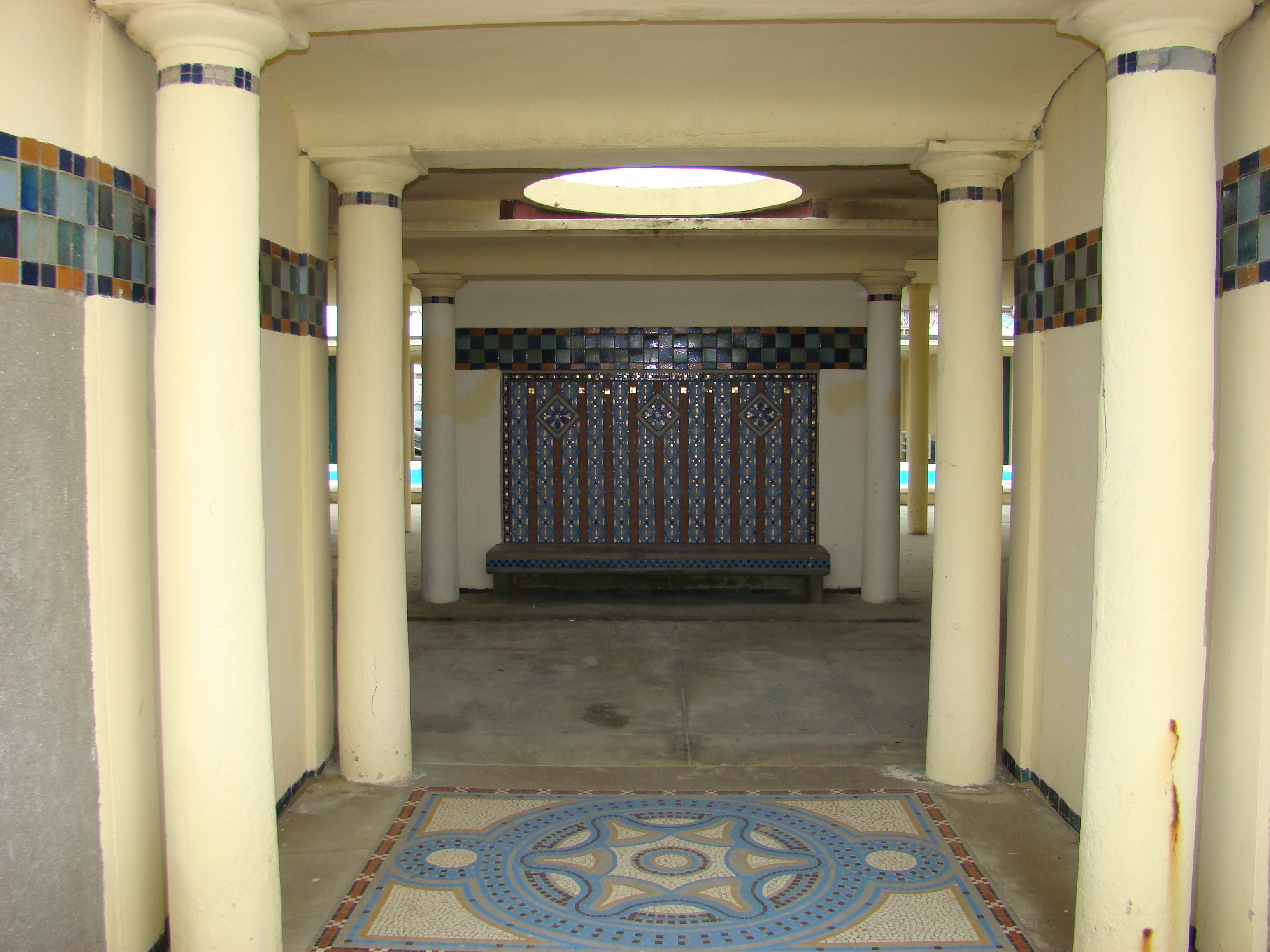
Mosaiken in den Badeanlagen von Deauville

### Die „pompeiischen Badeanlagen“
Den 1921 von der Stadtversammlung von Deauville ausgerufenen Wettbewerb, um die in die Jahre gekommenen hölzernen Umkleidekabinen an der Strandpromenade zu erneuern, gewann Charles Adda mit seinem Projekt, die Badeanlagen von Pompeii nachzubilden. Die Ausführung erfolgte unter Verwendung von Mosaiken und der Gestaltung von eindrucksvollen Säulengängen und Atrien, die dem antiken Vorbild wahrlich sehr nahekommen. Anfangs bestanden die pompeiischen Badeanlagen schon aus rund 250 Kabinen, einer Bar, Geschäften und türkischen Bädern. Die pompeiischen Badeanlagen von Deauville sind heute in der erweiterten Liste der bedeutendsten historischen Sehenswürdigkeiten an Meeresküsten eingetragen.

### Hölzerne Strandpromenaden „Les Planches“

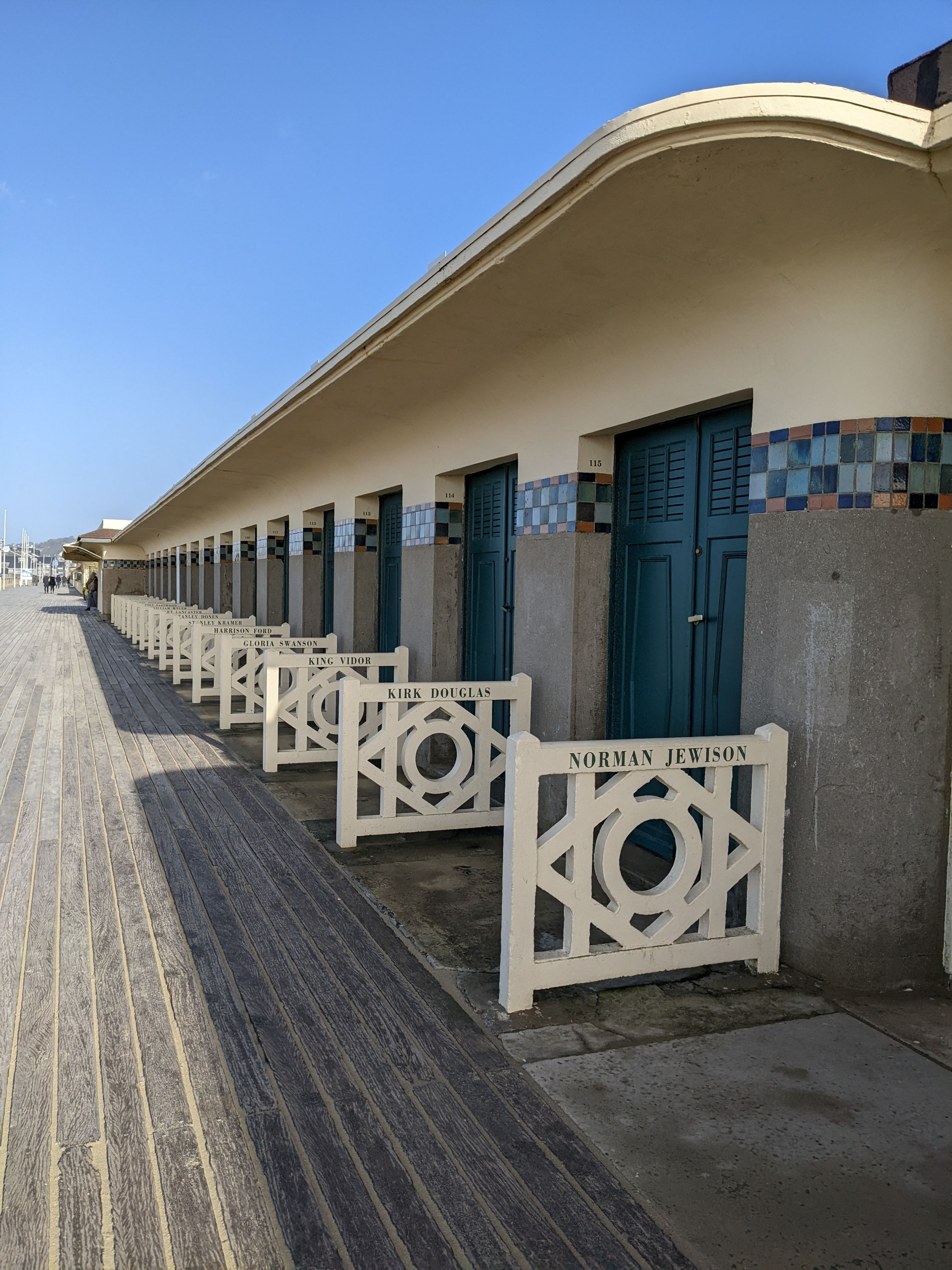
Umkleidekabinen an der Promenade

Die weltberühmte hölzerne Promenade entlang des Strandes von Deauville mit seinen bunten Sonnenschirmen, die auch eines der absoluten Markenzeichen Deauvilles darstellen (deren dominierende Farben blau und rot sind gleichzeitig die Farben der Stadt), wurde 1923 aus so genanntem Ekki- und Ebaholz, exotischen und unverrottbaren Holzarten aus Madagaskar, auf einer Länge von 643 Metern erbaut. Die Promenade ist auf einer Seite von kleinen Strandkabinen begrenzt, die die Namen von Hollywoodschauspielern und -regisseuren tragen, die Deauville, vor allem wegen des jährlich stattfindenden Festival des amerikanischen Films, besucht haben.

### Olympisches Hallenbad
Das Olympische Hallenbad wurde 1966 vom Architekten Roger Taillibert erbaut, der auch das Prinzenpark-Stadion in Paris entworfen hatte. Die Schirmherrschaft übernahmen Maurice Chevalier und Marie Laforêt. Das Projekt umfasste nicht nur den olympischen Pool im Hallenbad, der mit entsalztem und erwärmtem Meerwasser gespeist wird, sondern auch ein großes Thalassotherapie-Zentrum gleich neben dem Bad. Der Prachtbau des Hallenbades besitzt architektonische Originalität durch seine geschwungenen Mantelbögen aus weißem Gießbeton, die das Schwimmbecken im Inneren prunkvoll überragen.

### Villen entlang der Seefront
Jede der am Ende des 19. Jahrhunderts entlang der Seefront entstandenen Villen hat ihren ganz eigenen architektonischen Ausdruck in Profil und Zusammensetzung des Gebäudes, seiner Accessoires und seiner prachtvollen Verzierungen. Egal ob Ziegel, Steine, Holz, Gießbeton oder Metalle, jede denkbaren und verfügbaren Materialien wurden von den Bauherren genutzt, um ihre neue Villa ganz ihrem Geschmack nach zu gestalten.
In der Nachkriegszeit wurden diese Villen als Symbol für überschwänglichen Reichtum und Luxus angesehen. Viele von ihnen wurden durch neumodischere, aber trotzdem dem architektonischen Stil des Pays d‘Auge (regionale Gegend im Département Calvados) entsprechenden Blockbauten, die nun meist von Parisern mit Zweit-/Wochenendwohnsitz in Deauville angemietet werden, ersetzt.

### Hotel „Le Royal Barrière“
Ende 1912 errichtete Eugène Cornuché, der bereits bei der Gründung des Hotels „Le Normandy“ mitvertreten war, ein zweites außergewöhnliches Hotel, ein weiteres Symbol für Glamour, Pracht, Luxus und Eleganz in Deauville. Dafür musste die damals sehr bekannte Villa „La Louisiane“ weichen, die dem Herzog von Morny gehörte, an deren Stelle das Hotel „Le Royal“ bereits ein Jahr später (1913) nach Plänen der Architekten Théo Petit und Georges Wybo gebaut wurde. Auch hier wurden architektonische Auffälligkeiten mit den holzimitierenden Zierstreifen im normannischen Stil des Pays d‘Auge, teils sogar im Schachbrettmuster, gesetzt.

### Hotel „Le Cercle“
Im Jahre 1875 schuf der Architekt Breney den „Cercle“ nach dem Vorbild des „Hôtel de Salm“ in Paris, wo sich die Eigentümer der (Pferde-)Rennställe treffen können. Im Laufe des „Second Empires“ wurde das Gebäude immer mehr ausgeschmückt, zum Beispiel durch neue Rundelle und verzierte Büsten.

### Boutique von Coco Chanel
Gabrielle Chanel, die weltberühmte Modeschöpferin, eröffnete ihre erste Boutique in Deauville im Jahre 1913 auf der Rue Gontaut Biron. Ihr Zusammentreffen und Kennenlernen mit dem englischen Geschäftsmann Boy Capel, passioniertem Polospieler und gutem Freund des Königs Eduard VII. ermöglichte es ihr, ihre „revolutionäre“ Modekampagne „La Mode à la garçonne“ zu starten, mit der Frauen sich (etwas) männlicher gaben und kleideten.

### La Potinière – Der Platz des Casinos mit seinen Boutiquen
Dieses malerische Ensemble von Gebäuden, entworfen durch den Architekten Théo Petit und erbaut zwischen 1912 und 1913, könnte als perfekte Theater-Kulisse mit seinen „Trompe l‘œil“- und Holzimitationen im Pays d‘Auge-Style dienen.
Das damals äußerst berühmte Café „La Potinière“ (heute befindet sich dort die Modeboutique „Hermès“), war von Luxusgeschäften aller Art umgeben und damit ein absolutes Muss für alle, die während der „Goldenen Zwanziger“ mit der Zeit gehen wollten.

### Arkaden der Avenue du Général de Gaulle
Im Jahre 1895 wurde diese alleenartige Avenue erbaut, die zu jener Zeit noch den Namen „Avenue de l‘Hippodrome“ trug und von dem Casino auf der einen und dem Eingang zur Pferderennbahn (Hippodrom) Deauville-La-Touques auf der anderen Seite begrenzt wird.

### Kirche Saint-Augustin
Diese Kirche, die das „Tor zur Innenstadt“ Deauvilles bildet, wurde von den Architekten Breney und Jai entworfen und 1865, ein Jahr nach dem Tod des Herzogs von Morny eingeweiht. Als ein Zeichen der Dankbarkeit wurde die Kirche daraufhin nach seinem Vornamen Augustin benannt. Statuen aus emaillierter vulkanischer Lava, erschaffen vom Pariser Bildhauer Jules Jollivet befinden sich direkt oberhalb des Eingangs der Kirche, die aus roten und gelben Ziegelsteinen erbaut wurde.
In der Kirche erinnern verzierte Buntglasfenster an die Grundsteinlegung, an das Ende des Ersten Weltkrieges und an den Besuch des spanischen Königs Alphonse XIII. im Jahre 1922. Am Eingang, in Höhe der ehemaligen Taufbecken, lässt sich das bis 1958 erste und einzige Glas-Emaille-Fenster der Welt finden.

### Veranstaltungsanlagen „Elie-de-Brignac“
In den Jahren 1868 und 1869 wurden die „Veranstaltungsanlagen“ von Elie-de-Brignac gegründet, benannt nach dem ehemaligen Präsidenten der „Agence française“, einer Gesellschaft von Pferdehändlern, entworfen vom Architekten Pierre Davy.
Der Großteil der hier gehandelten Pferde stammt aus der Region der Basse-Normandie und wurde hier aufgezogen.
Neben den Auktionen finden auf den Anlagen von Elie-de-Brignac auch Events ganz anderer Art statt, z. B. Konzerte, Theateraufführungen und Festivals (bspw. „Août Festival“).

### Villa Strassburger
Im Jahre 1907, auf dem Gelände eines ehemaligen Bauernhofes „Ferme du Coteau“ (zu dt.: „Bauernhof am Hang“), baute der Caenner Architekt Georges Pichereau für den Baron Henri de Rothschild, der seinerseits wiederum aus dem Hause von Gustave Flaubert stammte, diese einzigartige Prachtvilla. Sowohl die Gesamtarchitektur als auch die Gestaltung der Außenfassade stellen eine Kombination aus französischem Landhausstil und der typischen Architektur der Herrenhäuser des lokalen „Pays d‘Auge“ dar.
Die reiche, fast luxuriös ausgeschmückte Zierfassade und die prächtigen Anbauten der Villa machen diese Villa zu einer der schönsten in der Region. Die Villa Straßburger wurde 1975 in die Liste der bedeutendsten historischen Baumonumente aufgenommen.

### Kirche Saint-Laurent
Das Kirchengewölbe aus dem Zeitalter des Hauses Plantagenet und die kleinen, engen Fenster lassen den Bau der Kirche zum Anfang des 12. Jahrhunderts datieren.
Die Organisation „Les Amis de la Chapelle Saint-Laurant“ renovierte die Kirche und richtete den Altarraum wieder her. Von Zeit zu Zeit wird die Kirche für öffentliche Besucher zugänglich gemacht und auch bei Konzerten und temporären Ausstellungen geöffnet.

### Parc des Enclos
Der Park des Enclos in Deauville Benerville ist 24 Hektar groß und im Besitz der Stadt. Bis 1930 gehörte er dem Ölmagnaten Gulbenkian.

### Les Franciscaines Deauville
Les Franciscaines Deauville ist eine kulturelle Einrichtung in einem ehemaligen Klosterkomplex. Das im 1876 errichtete Gebäude wurde bis 2012 von den Schwestern der Gemeinschaft Notre-Dame de la Pitié bewohnt und diente Zeitweise als Lazarett und als Berufsschule.
Nach einem Umbau wird der Komplex seit 2021 für eine Dauerausstellung der Sammlungen der Stadt Deauville (Gemälde und Fotografien, Sammlungen rund um Pferde, Erinnerung an Deauville), temporärer Ausstellungen, einen Jugendraum, eine Mediathek mit über 70.000 Dokumenten, ein Auditorium in der alten Klosterkirche und als Künstlerresidenz genutzt.

## Regelmäßige Veranstaltungen
In Deauville finden seit vielen Jahren regelmäßig große Ereignisse statt. Neben den Pferdesportveranstaltungen sind das Osterfestival mit klassischer Musik im April, die Internationale Segelwoche im Juni, das Jazzfestival Swing'In Deauville im Juli, die Austragung des Lucien Barrière Deauville Polo Cup im August sowie das Festival des amerikanischen Films Anfang September zu nennen.

## Persönlichkeiten (Auswahl)

### In Deauville geboren
- Marie-Jo Bonnet (* 1949), Historikerin und Autorin
- Xavier Marchand (* 1973), Schwimmer

## Städtepartnerschaften
- Cowes, Vereinigtes Königreich
- Eicklingen, Deutschland
- Kildare, Irland
- Lexington, Vereinigte Staaten